# Charles Hardy

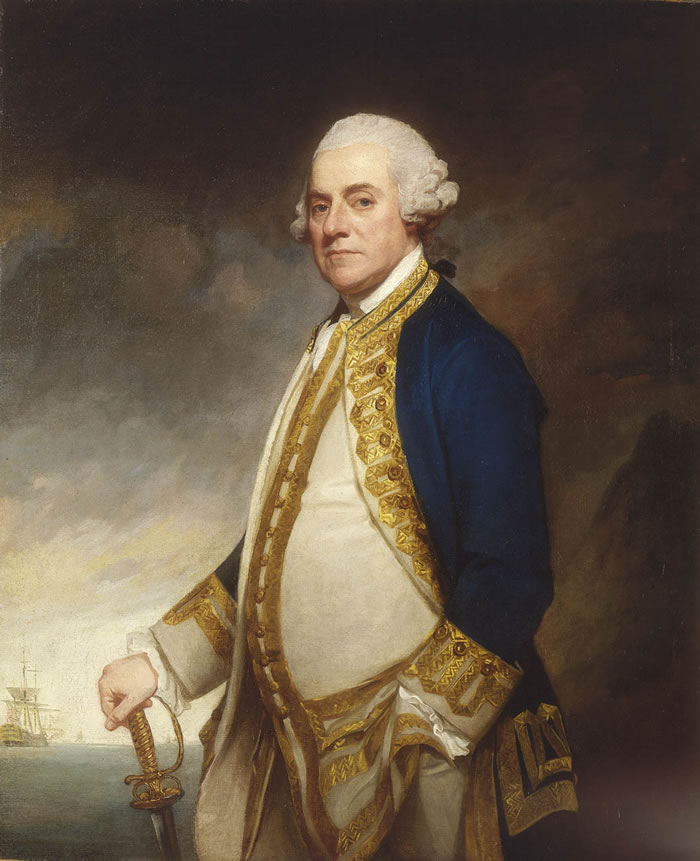
Sir Charles Hardy, 1780

Sir Charles Hardy (getauft 7. März 1717; † 19. Mai 1780 ebenda) war ein britischer Marineoffizier und von 1755 bis 1758 Kolonialgouverneur der Provinz New York.

## Leben
Charles Hardy war ein Sohn des Vice-Admirals Charles Hardy (um 1680–1744) aus dessen Ehe mit Elizabeth Burchett († vor 1744). Sein älterer Bruder Josiah Hardy (1716–1790) machte als Kaufmann Karriere und war von 1761 bis 1763 Gouverneur der Province of New Jersey.
Am 4. Februar 1731 trat er in die Royal Navy ein, wobei seine Laufbahn von seinem Vater gefördert wurde. Am 26. März 1737 wurde er zum Lieutenant und am 10. August 1741 zum Captain befördert. Am 10. August 1741 erhielt mit dem Schiff Rye sein erstes eigenes Kommando. Die folgenden drei Jahre verbrachte er als Kommandant dieses Schiffes, das an der Ostküste der heutigen Vereinigten Staaten operierte. Im Jahr 1744 wurde er zum Commodore-Governor der Kolonie Neufundland ernannt. Dieses Amt konnte er aber nicht antreten. Nach 63 Tagen in stürmischer See brach er seine Anreise dorthin ab. Dafür wurde ihm Befehlsverweigerung vorgeworfen. Es kam zu einem Militärgerichtsverfahren, bei dem Hardy allerdings freigesprochen wurde.
Im Jahr 1745 erhielt er das Kommando über das Schiff Torrington, das zu einem Geleitschutzkonvoi von Gibraltar nach Louisbourg in Nova Scotia gehörte. Danach war er vor den Küsten Spaniens und Portugals eingesetzt. Im Jahr 1755 wurde er als Knight Bachelor geadelt. Im gleichen Jahr wurde er zum neuen Kolonialgouverneur der Provinz New York ernannt. Dieses Amt hatte seit dem Suizid von Sir Danvers Osborne von James De Lancey kommissarisch bekleidet. 1756 wurde er zum Rear-Admiral of the Blue befördert. Während seiner Zeit als Kolonialgouverneur von New York begann der Siebenjährige Krieg. Seit 1758 nahm Hardy aktiv als Marineoffizier am Kriegsgeschehen teil. Sein Amt als Kolonialgouverneur ging wieder kommissarisch an De Lancey. Als stellvertretender Befehlshaber der Flotte von Sir Edward Hawke nahm er 1759 an Bord der Union an der Seeschlacht in der Bucht von Quiberon teil und beteiligte sich bis 1762 an der Blockade von Brest, woraufhin er im Oktober 1762 zum Vice-Admiral of the White befördert wurde.
Bei Kriegsende schied er aus dem aktiven Marinedienst aus und erwarb ein Anwesen in Rawlins, Oxfordshire. 1764 wurde er als Abgeordneter für Rochester ins britische House of Commons gewählt und hatte dieses Mandat bis 1768 inne. Von 1771 bis zu seinem Tod war er erneut, diesmal als Abgeordneter für Plymouth Mitglied des Parlaments. Im Oktober 1770 wurde er zum Admiral of the Blue befördert und leitete ab 1771 leitete er das Greenwich Hospital in London, eine Heimstatt für ehemalige Marinesoldaten der Royal Navy.
Im Jahr 1779 wurde er als Kommandeur der britischen Kanalflotte nochmals in den aktiven Dienst berufen, da im Rahmen der der Intervention Frankreichs und Spaniens im Amerikanischen Unabhängigkeitskrieg eine französisch-spanische Invasionsflotte erwartet wurde. Hardy verfolgte eine hinhaltende Taktik und wich einem offenen Gefecht mit der zahlenmäßig überlegen gegnerischen Flotte aus. Als er mit seinem Flaggschiff, der Victory, in Portsmouth vor Anker lag, starb er am frühen Morgen des 19. Mai 1780 an einem Krampfanfall, der durch eine Darmentzündung verursacht wurde.
In erster Ehe hatte er im Juli 1749 Mary Tate († vor 1759) geheiratet. Nach deren Tod heiratete er im Januar 1759 Catherine Stanyan († 1801), Tochter des Historikers Temple Stanyan. Er hinterließ drei Söhne und zwei Töchter.